# 短序润楠
短序润楠（学名：[Machilus breviflora] 错误：{{Lang}}：文本有斜体标记（帮助）），为樟科润楠属下的一个植物种。